# Clematis fruticosa
Clematis fruticosa là một loài thực vật có hoa trong họ Mao lương. Loài này được Turcz. mô tả khoa học đầu tiên năm 1832.